# Francisco Salinas Concha
Francisco Antonio Salinas Concha (San Felipe, Chile; 4 de diciembre de 1999) es un futbolista chileno. Juega de lateral derecho y su equipo actual es Coquimbo Unido de la Primera División de Chile.

## Trayectoria
Oriundo de San Felipe, comenzó su carrera en su club local Unión San Felipe. Promovido al primer equipo en la temporada 2016-17, disputó cuatro temporadas de la Primera B.
El 16 de diciembre de 2022, fue cedido a Unión La Calera de la Primera División de Chile para la temporada 2023.

## Estadísticas
Actualizado al último partido disputado el 14 de abril de 2024
| Club                     | Div.          | Temporada     | Liga  | Liga  | Copas nacionales | Copas nacionales | Copas internacionales | Copas internacionales | Total | Total |
| Club                     | Div.          | Temporada     | Part. | Goles | Part.            | Goles            | Part.                 | Goles                 | Part. | Goles |
| ------------------------ | ------------- | ------------- | ----- | ----- | ---------------- | ---------------- | --------------------- | --------------------- | ----- | ----- |
| Unión San Felipe · Chile | 2.ª           | 2019          | 25    | 1     | 5                | 0                | —                     | —                     | 30    | 1     |
| Unión San Felipe · Chile | 2.ª           | 2020          | 18    | 1     | 0                | 0                | —                     | —                     | 18    | 1     |
| Unión San Felipe · Chile | 2.ª           | 2021          | 26    | 0     | 1                | 0                | —                     | —                     | 27    | 0     |
| Unión San Felipe · Chile | 2.ª           | 2022          | 30    | 2     | 2                | 0                | —                     | —                     | 32    | 2     |
| Unión San Felipe · Chile | Total club    | Total club    | 99    | 4     | 8                | 0                | 0                     | 0                     | 107   | 4     |
| Unión La Calera · Chile  | 1.ª           | 2023          | 25    | 2     | 1                | 0                | —                     | —                     | 26    | 2     |
| Unión La Calera · Chile  | Total club    | Total club    | 25    | 2     | 1                | 0                | 0                     | 0                     | 26    | 2     |
| Coquimbo Unido · Chile   | 1.ª           | 2024          | 2     | 0     | 0                | 0                | —                     | —                     | 2     | 0     |
| Coquimbo Unido · Chile   | Total club    | Total club    | 2     | 0     | 0                | 0                | 0                     | 0                     | 2     | 0     |
| Total carrera            | Total carrera | Total carrera | 126   | 6     | 9                | 0                | 0                     | 0                     | 135   | 6     |